# Laxtjärnen, Norrbotten
Laxtjärnen är en sjö i Piteå kommun i Norrbotten och ingår i Lillpiteälvens huvudavrinningsområde. Sjöns area är 0,03 kvadratkilometer och den är belägen 195 meter över havet.